# Llista de topònims de les Cabanyes
Llista de topònims (noms propis de lloc) del municipi de les Cabanyes, a l'Alt Penedès
Informació actualitzada per un bot. Els canvis manuals es perdran quan s'actualitzi!

## casa
| imatge | Nom                      | Ubicat a     | instància de | Detalls                                               | coordenades                                                                      | Protecció                                  | Commons (més fotos)         | Dades a WD                    |
| ------ | ------------------------ | ------------ | ------------ | ----------------------------------------------------- | -------------------------------------------------------------------------------- | ------------------------------------------ | --------------------------- | ----------------------------- |
|        | Cal Florit               | les Cabanyes | casa         | Estil: arquitectura eclèctica                         | 41° 22′ 21″ N, 1° 41′ 16″ E / 41.37255°N,1.687894°E ca:Carrer Nou                | bé integrant del patrimoni cultural català | Cal Florit (les Cabanyes)   | Modifica les dades a Wikidata |
|        | Cal Roc                  | les Cabanyes | casa         | Estil: arquitectura eclèctica                         | 41° 22′ 16″ N, 1° 41′ 20″ E / 41.371169°N,1.688854°E                             | bé integrant del patrimoni cultural català | Cal Roc (les Cabanyes)      | Modifica les dades a Wikidata |
|        | Cal Sebastià             | les Cabanyes | casa         | Estil: arquitectura eclèctica                         | 41° 22′ 17″ N, 1° 41′ 20″ E / 41.371413°N,1.688969°E ca:Plaça de l'Ajuntament, 4 | bé integrant del patrimoni cultural català | Cal Sebastià (les Cabanyes) | Modifica les dades a Wikidata |
|        | casa del carrer Cinc, 36 | les Cabanyes | casa         | Estil: arquitectura modernista arquitectura eclèctica | 41° 22′ 11″ N, 1° 41′ 29″ E / 41.36974°N,1.691302°E ca:Carrer Cinc, 36           | bé integrant del patrimoni cultural català | Cinc, 36                    | Modifica les dades a Wikidata |

## església
| imatge | Nom                                             | Ubicat a     | instància de | Detalls                           | coordenades                                                                                             | Protecció                                  | Commons (més fotos)                                | Dades a WD                    |
| ------ | ----------------------------------------------- | ------------ | ------------ | --------------------------------- | --- | ------------------------------------------ | -------------------------------------------------- | ----------------------------- |
|        | Antiga església de Sant Valentí de les Cabanyes | les Cabanyes | església     | Estil: arquitectura romànica      | 41° 22′ 26″ N, 1° 41′ 35″ E / 41.373842°N,1.69304°E ca:Carrer Vint-i-vuit, a uns cent metres del poble. | bé integrant del patrimoni cultural català | Església de Sant Valentí (les Cabanyes)            | Modifica les dades a Wikidata |
|        | Sant Valentí de les Cabanyes                    | les Cabanyes | església     | Estil: historicisme arquitectònic | 41° 22′ 21″ N, 1° 41′ 25″ E / 41.372465°N,1.690329°E ca:Carrer Bisbe Torres i Bages / Carrer Cinc       | bé integrant del patrimoni cultural català | Església parroquial de Sant Valentí (les Cabanyes) | Modifica les dades a Wikidata |

## jaciment arqueològic
| imatge | Nom                                | Ubicat a                                             | instància de         | Detalls | coordenades                                          | Protecció                                  | Commons (més fotos) | Dades a WD                    |
| ------ | ---------------------------------- | ---------------------------------------------------- | -------------------- | ------- | ---------------------------------------------------- | ------------------------------------------ | ------------------- | ----------------------------- |
|        | jaciment arqueològic de Sant Jaume | Pacs del Penedès les Cabanyes Vilafranca del Penedès | jaciment arqueològic |         | 41° 21′ 52″ N, 1° 41′ 22″ E / 41.364559°N,1.68952°E  | bé integrant del patrimoni cultural català |                     | Modifica les dades a Wikidata |
|        | jaciment arqueològic de les Clotes | les Cabanyes Vilafranca del Penedès                  | jaciment arqueològic |         | 41° 22′ 09″ N, 1° 41′ 32″ E / 41.369047°N,1.692117°E | bé integrant del patrimoni cultural català |                     | Modifica les dades a Wikidata |

## masia
| imatge | Nom               | Ubicat a     | instància de | Detalls                     | coordenades                                                                       | Protecció                                  | Commons (més fotos)     | Dades a WD                    |
| ------ | ----------------- | ------------ | ------------ | --------------------------- | --------------------------------------------------------------------------------- | ------------------------------------------ | ----------------------- | ----------------------------- |
|        | Ca l'Albornar     | les Cabanyes | masia        |                             | 41° 22′ 29″ N, 1° 41′ 10″ E / 41.3747868630453°N,1.68618291594455°E               |                                            |                         | Modifica les dades a Wikidata |
|        | Cal Caputxí       | les Cabanyes | masia        |                             | 41° 22′ 11″ N, 1° 41′ 34″ E / 41.3698091021427°N,1.69279968556625°E               |                                            |                         | Modifica les dades a Wikidata |
|        | Mas Gomà          | les Cabanyes | masia        | Estil: arquitectura popular | 41° 22′ 20″ N, 1° 41′ 23″ E / 41.372137°N,1.689624°E ca:Carrer Torras i Bages, 25 | bé integrant del patrimoni cultural català | Mas Gomà (les Cabanyes) | Modifica les dades a Wikidata |
|        | Mas de l'Estrella | les Cabanyes | masia        |                             |                                                                                   | bé integrant del patrimoni cultural català |                         | Modifica les dades a Wikidata |
|        | Pereres           | les Cabanyes | masia        |                             | 41° 22′ 09″ N, 1° 41′ 21″ E / 41.3690289147645°N,1.68914452743284°E               |                                            |                         | Modifica les dades a Wikidata |
|        | la Muntanyeta     | les Cabanyes | masia        |                             | 41° 22′ 02″ N, 1° 41′ 13″ E / 41.367292283753°N,1.68693154736542°E                |                                            |                         | Modifica les dades a Wikidata |
|        | les Tres Puntes   | les Cabanyes | masia        |                             | 41° 22′ 43″ N, 1° 41′ 28″ E / 41.3786454107829°N,1.69122357390775°E               |                                            |                         | Modifica les dades a Wikidata |

## Misc
| imatge | Nom                               | Ubicat a                                                                         | instància de                                   | Detalls                                                                  | coordenades | Protecció                                  | Commons (més fotos)               | Dades a WD                    |
| ------ | --------------------------------- | -------------------------------------------------------------------------------- | ---------------------------------------------- | ------------------------------------------------------------------------ | --- | ------------------------------------------ | --------------------------------- | ----------------------------- |
|        | BV-2127                           | Alt Penedès Vilafranca del Penedès les Cabanyes Vilobí del Penedès Font-rubí     | carretera                                      |                                                                          | 41° 21′ 14″ N, 1° 42′ 24″ E / 41.3539°N,1.70656°E                                                                        |                                            |                                   | Modifica les dades a Wikidata |
|        | Celler Cooperatiu de les Cabanyes | les Cabanyes                                                                     | edifici                                        | Arquitecte: Cèsar Martinell i Brunet Estil: arquitectura modernista 1919 | 41° 22′ 16″ N, 1° 41′ 25″ E / 41.371123°N,1.69032°E ca:carrer Cinc, 6                                                    | bé integrant del patrimoni cultural català | Celler Cooperatiu de les Cabanyes | Modifica les dades a Wikidata |
|        | Drac Banyut                       | les Cabanyes                                                                     | drac                                           | 1989                                                                     | |                                            | Drac Banyut (les Cabanyes)        | Modifica les dades a Wikidata |
|        | casa consistorial de les Cabanyes | les Cabanyes                                                                     | casa consistorial                              |                                                                          | 41° 22′ 17″ N, 1° 41′ 21″ E / 41.37139418777912°N,1.6892336312937055°E                                                   |                                            | Town hall of Les Cabanyes         | Modifica les dades a Wikidata |
|        | cementiri de les Cabanyes         | les Cabanyes                                                                     | cementiri                                      |                                                                          | 41° 22′ 26″ N, 1° 41′ 37″ E / 41.37384986987473°N,1.693546772003174°E                                                    |                                            |                                   | Modifica les dades a Wikidata |
|        | creu de terme de les Cabanyes     | les Cabanyes                                                                     | creu de terme                                  |                                                                          | 41° 22′ 10″ N, 1° 41′ 28″ E / 41.36938621803118°N,1.691199386104582°E                                                    |                                            |                                   | Modifica les dades a Wikidata |
|        | les Cabanyes                      | les Cabanyes                                                                     | entitat singular de població capital municipal | 1011 hab                                                                 | 41° 22′ 17″ N, 1° 41′ 22″ E / 41.371391°N,1.689309°E 251 msnm                                                            |                                            |                                   | Modifica les dades a Wikidata |
|        | riera de Ribes                    | les Cabanyes Vilafranca del Penedès Olèrdola Canyelles Sant Pere de Ribes Sitges | curs d'aigua                                   | Desemboca: mar Mediterrània Llarg: 18km                                  | 41° 22′ 39″ N, 1° 41′ 27″ E / 41.37753°N,1.69084°E 41° 13′ 25″ N, 1° 46′ 59″ E / 41.223604°N,1.783024°E ca:Zona Terramar |                                            | Riera de Ribes                    | Modifica les dades a Wikidata |